# Marianne Kallen-Morren

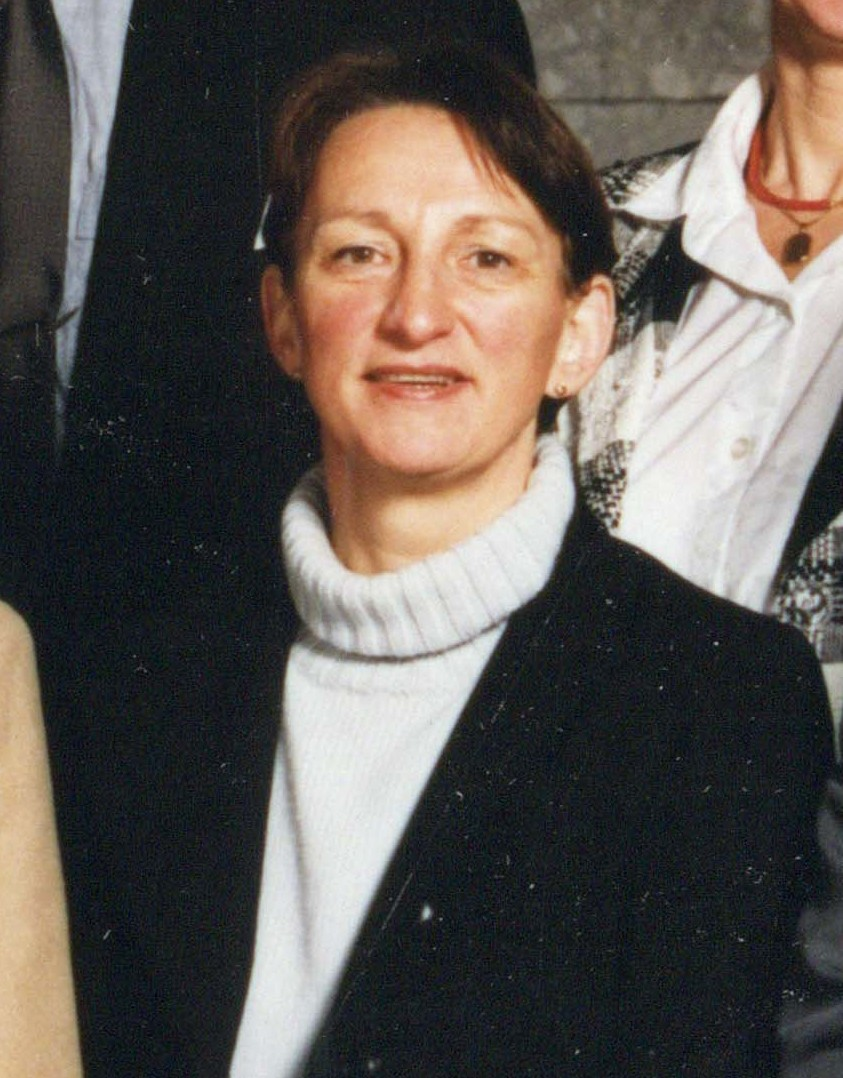
M.N. Kallen-Morren (ca. 2000)

Marianne Nelly Kallen-Morren (Valburg, 5 mei 1952) is een Nederlands politicus van de VVD.

## Levensloop
Morren doorliep in Zeist het gymnasium en studeerde daarna rechten aan de Rijksuniversiteit Utrecht in de afstudeerrichting Nederlands Recht met als  specialisatie vervoersrecht, internationaal recht en luchtrecht. In 1979 werd ze directiesecretaris bij het toenmalige openbaarvervoerbedrijf Centraal Nederland en vanaf 1982 was ze daar hoofd algemene en juridische zaken. In de periode van 1986 tot 2004 was zij advocaat en vervolgens werkte ze als consulent.
Daarnaast was ze ook politiek actief. Zo was ze van 1992 tot 1994 gemeenteraadslid in Zeist, van 1995 tot 1999 lid van de Provinciale Staten van Utrecht en van 1999 tot 2003 lid van de Gedeputeerde Staten van Utrecht en vervolgens tot 2005 weer lid van de Provinciale Staten. Daarna was ze tot 2006 wethouder in Vianen en van 2007 tot 2010 wethouder in Houten.
Vanaf 1 november 2010 was Kallen-Morren waarnemend burgemeester van de Gelderse gemeente Neerijnen als tijdelijk opvolgster van haar partijgenoot Loes de Zeeuw-Lases die tijdens haar vakantie in september 2010 geheel onverwacht overleed. In juni 2011 werd ze opgevolgd door Alex van Hedel. Op 14 oktober 2011 werd zij waarnemend burgemeester van de gemeente Geldermalsen na het aftreden van burgemeester Steven van Schaijck. Op 12 december 2011 werd zij opgevolgd door Miranda de Vries. Per 1 december 2013 volgde Kallen-Morren waarnemend burgemeester Rob Metz van de gemeente Oost Gelre op als waarnemend burgemeester. Daar werd zij op 3 april 2014 opgevolgd door Annette Bronsvoort. Op 1 december 2014 werd Kallen-Morren waarnemend burgemeester van IJsselstein. Op 17 september 2015 is Patrick van Domburg haar als burgemeester opgevolgd.